# Анцибор, Марина Николаевна
Марина Николаевна Анцибор (укр. Марина Миколаївна Анцибор; род. 10 октября 1987, Конотоп, Сумская область) — украинская лыжница, участница Олимпийских игр, призёрка Универсиады. Специализируется в дистанционных гонках.
В Кубке мира Анцибор дебютировала в декабре 2007 года, тогда же первый раз попала в тридцатку лучших на этапе Кубка мира. Всего на сегодняшний момент имеет 4 попадания в тридцатку лучших на этапах Кубка мира, по два в личных и командных гонках. Лучшим достижением Анцибор в общем итоговом зачёте Кубка мира является 74-е место в сезоне 2007-08.
На Олимпиаде-2010 в Ванкувере, стартовала в четырёх гонках: 10 км коньком — 37-е место, дуатлон 7,5+7,5 км — не финишировала, командный спринт — 14-е место, эстафета — 13-е место.
За свою карьеру принимала участие в трёх чемпионатах мира, лучший результат 11-е место в эстафете на чемпионате-2009 в чешском Либереце, в личных гонках не поднималась выше 30-го места.
Использует лыжи производства фирмы Fischer, ботинки и крепления Salomon.